# Santa Rosa (kommun i Brasilien, Rio Grande do Sul, lat -27,83, long -54,48)
Santa Rosa är en kommun i Brasilien.   Den ligger i delstaten Rio Grande do Sul, i den södra delen av landet, 1 500 km sydväst om huvudstaden Brasília. Antalet invånare är 68 595.
Följande samhällen finns i Santa Rosa:
- Santa Rosa

Trakten runt Santa Rosa består till största delen av jordbruksmark. Runt Santa Rosa är det ganska tätbefolkat, med 166 invånare per kvadratkilometer.